# Gedenk- und Bildungsstätte Liebenau
Die Gedenk- und Bildungsstätte Liebenau ist ein im niedersächsischen Liebenau gelegenes Bildungs- und Begegnungszentrum. Es dokumentiert die NS-Zwangsarbeit in der früheren Munitionsfabrik und Arbeitserziehungslager Liebenau.

## Geschichte
Ab Sommer 1939 baute Wolff & Co. auf einer Waldfläche von 12 Quadratkilometern die zwischen den Ortschaften Liebenau und Steyerberg in der Eickhofer Heide gelegene Pulverfabrik Liebenau. Sie wurde an die Montan GmbH übergeben, die sie an die Eibia GmbH, eine hundertprozentige Tochter von Wolff & Co., verpachtete. Die Munitionsfabrik war einer der größten deutschen Rüstungsbetriebe und umfasste zahlreiche Anlagen mit knapp 400 Gebäuden, darunter 21 unterirdische Bauten, 250 aufstehende und 104 umwallte Gebäude sowie außerhalb des Werksgeländes acht Stein- und Barackenlager als Wohnunterkünfte für Zwangsarbeiter. Die flachen Betondächer der Werksbauten waren zur Tarnung mit einer Erdschicht bedeckt und mit Nadelbäumen bepflanzt. Im Sommer 1940 wurde zusätzlich ein „Polizei-Gewahrsamslager“ der Geheimen Staatspolizei (Gestapo) Hannover an der Schloßstraße errichtet, das bei den Gefangenen besonders gefürchtet war. Das später in Munitionsfabrik und Arbeitserziehungslager (AEL) Liebenau umbenannte Holzbarackenlager mit Stacheldrahtumzäunung bestand bis zum 8. Mai 1943, als die Häftlinge in das Arbeitserziehungslager Lahde verlegt wurden. Während des Zweiten Weltkriegs mussten über 20.000 Zwangsarbeiterinnen und Zwangsarbeiter aus West- und Osteuropa in der Munitionsfabrik arbeiten, von denen etwa 2000 starben. Auf dem Gelände der Fabrik legte Wolff & Co. einen werkseigenen Friedhof für osteuropäische Arbeitskräfte an, während die deutschen und westeuropäischen Toten auf den evangelischen Friedhöfen in Liebenau und Steyerberg begraben wurden.
Nach Kriegsende wurde die Anlage von der britischen Armee übernommen und ab 1956 wurde auf dem Gelände Munition gelagert; ab 1957 wurden Rüstungsprodukte hergestellt. Auf dem ehemaligen Standort des „Arbeitserziehungslagers Liebenau“ der Gestapo wurden im Jahr 1961 die zwischen Schloßstraße und Schulstraße gelegene Sankt-Laurentius-Hauptschule und eine Turnhalle gebaut. Im Jahr 1963 wurde das Sondermunitionslager Liebenau errichtet, um es im Jahr 1998 abzutragen. Bis 1977 wurde auf dem Gelände Munition durch die Firma Verwertchemie (Dynamit Nobel) und bis 1994 durch die Firma „Eurometaal“ hergestellt.

## Gedenk- und Dokumentationsstätte
Nach Befreiung des Lagers Anfang April 1945 gestalteten Soldaten der britischen Armee in den Jahren 1945/1946 den Werksfriedhof als würdevolle Begräbnisstätte mit einem Obelisken, der an die Opfer erinnerte. Mitte Juni 1948 wies der britische Militärgouverneur die Kommunen an, „die im dortigen Stadt/Gemeindebezirk gelegenen Ausländerfriedhöfe bzw. Gräber, falls noch nicht geschehen, sofort ordnungsgemäß instandzusetzen und die Pflege zu übernehmen“. Im Jahr 1954 übernahm der Volksbund Deutsche Kriegsgräberfürsorge mit der damals zuständigen Gemeinde Deblinghausen die Neugestaltung des „Werksfriedhofes“ mit Zuwegungen und Gedenksteinen aus Wesersandstein, der 1956 als „Kriegsgräberstätte Deblinghausen-Hesterberg“ der Öffentlichkeit freigegeben wurde. Heute verweisen dort auch Namenstafeln auf die Todesopfer der NS-Zwangsarbeit, die durch den Verein Dokumentationsstelle Pulverfabrik erarbeitet und angebracht wurden. Ende der 1980er-Jahre wurde eine Gedenktafel am Eingang der Kriegsgräberstätte angebracht.

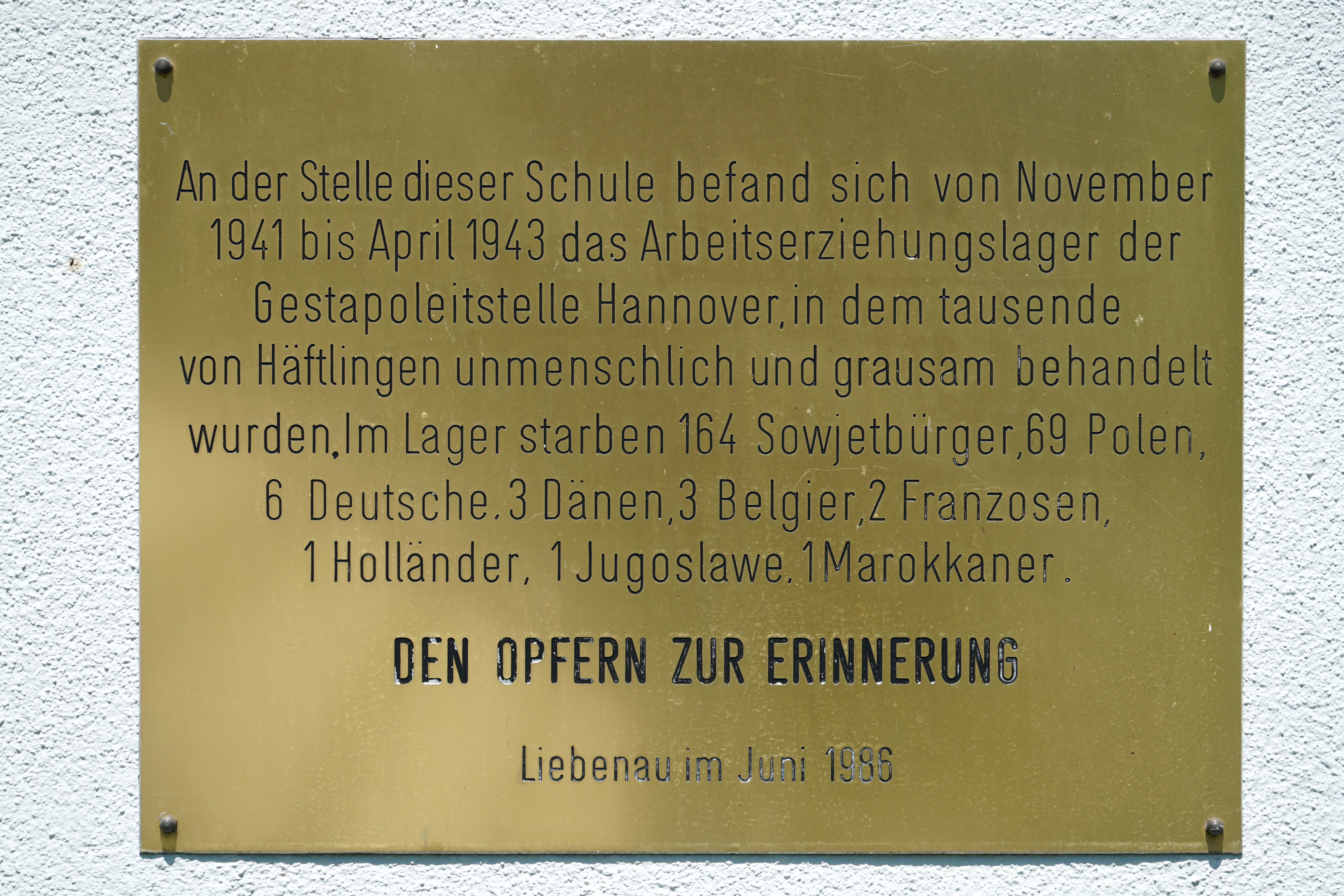
Gedenktafel zum Arbeitserziehungslager in der Sankt-Laurentius-Schule

Nach dem Krieg geriet die Geschichte des Areals und der Zwangsarbeiterlager zunehmend in Vergessenheit. Erst im Jahr 1986 wurde an der Sankt-Laurentius-Schule, die auf dem Platz des Arbeitserziehungslagers erbaut wurde, eine Gedenktafel angebracht. Der fehlerhafte Text (da das Lager sich dort bereits ab 1940 befand) lautet: „An der Stelle dieser Schule befand sich von November 1941 bis April 1943 das Arbeitserziehungslager der Gestapoleitstelle Hannover, in dem tausende von Häftlingen unmenschlich und grausam behandelt wurden. Im Lager starben 164 Sowjetbürger, 69 Polen, 6 Deutsche, 3 Dänen, 3 Belgier, 2 Franzosen, 1 Holländer, 1 Jugoslawe, 1 Marokkaner. Den Opfern zur Erinnerung. Liebenau im Juni 1986“.
Nachdem der Sozialarbeiter Martin Guse, Einwohner von Liebenau, 1998 die ehemalige Zwangsarbeiterin des Lagers Katerina Derewjanko aus der Ukraine kennengelernt hatte, machte er es sich zur Aufgabe, einen Erinnerungs- und Dokumentationsort zu schaffen. Im Mai 1999 gründete sich der Verein „Dokumentationsstelle Pulverfabrik Liebenau“, der mit Förderung durch das Land Niedersachsen historische Recherchen zum Werk und den Zwangsarbeiterlagern aufnahm. Anfänglich recherchierte Guse allein, ab 2002 gemeinsam mit zunächst zwölf Jugendlichen gegen den beträchtlichen Widerstand einiger Bewohner der Gemeinden Liebenau und Steyerberg. Die Gruppe sichtete Archivdokumente und forschte zu den Biografien der Zwangsarbeiter. Der Verein organisierte Führungen, Vorträge, Lesungen, Workshops und Ausstellungen und gründete im Jahr 2002 die vereinsinterne Jugend-AG. Im Jahr 2018 erwarb die „Eickhofer Heide GmbH & Co KG“ das Werksgelände von der IVG.
Im Laufe der Jahre erfuhr die Arbeit des Vereins wachsende Akzeptanz und Unterstützung durch die Bevölkerung und die Samtgemeinde Liebenau stellte der Gedenkstätte das Gebäude der ehemaligen Sankt-Laurentius-Hauptschule in der Schulstraße 1 auf dem damaligen Gelände des Arbeitserziehungslagers (AEL) Liebenau unentgeltlich zur Verfügung. Am 4. November 2023 wurde in der ehemaligen Schule über drei Etagen und mit rund 660 Quadratmetern Ausstellungsfläche sowie Bibliothek, Büros und Vortragsräumen die Gedenk- und Bildungsstätte Liebenau eröffnet, in der die Dokumentationsstelle Pulverfabrik Liebenau ihren Sitz hat. Der Gedenkstätten-Leiter ist seitdem Martin Guse. Zur Eröffnung waren etwa 400 Angehörige der ehemaligen Gefangenen aus Deutschland und dem Ausland vertreten.

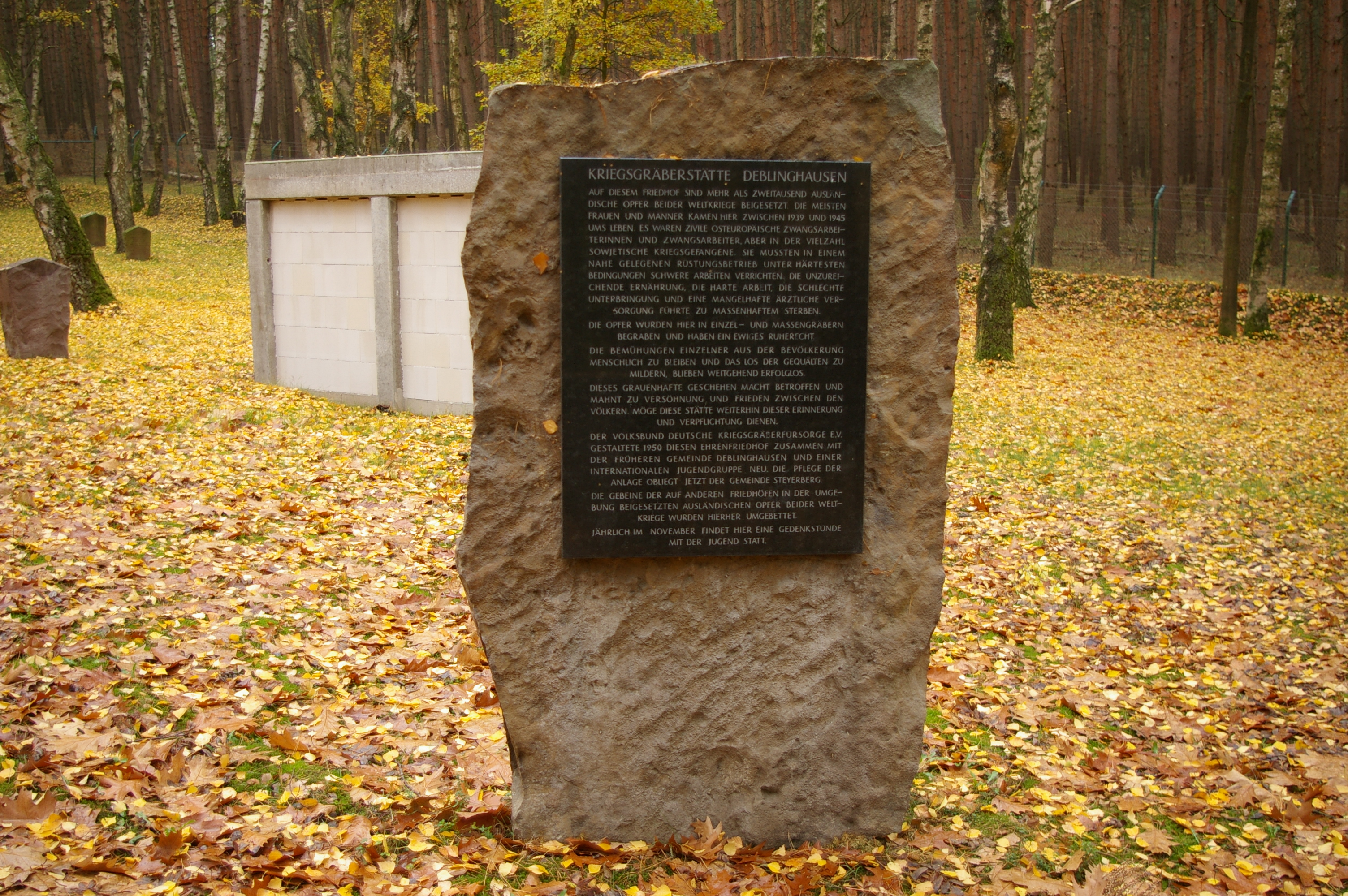
Kriegsgräberstätte

Die Dauerausstellung „Zwangsarbeit für den Krieg. Die Pulverfabrik Liebenau 1939–1945“ informiert zur früheren Munitionsfabrik, dem Alltag in der Rüstungsfabrik und erinnert an die NS-Zwangsarbeit durch die etwa 20.000 nach Liebenau verschleppten Menschen. Nicht alle Namen der 2000 Toten konnten ermittelt werden. 2023 waren 653 Namen dokumentiert. Die Jugend-AG der Dokumentationsstelle Pulverfabrik nimmt an Pflege- und Gedenkaktionen zum Friedhof teil und der Verein bezieht die Kriegsgräberstätte in seine Informations- und Gedenkarbeit ein. In der Ausstellung werden Einzelschicksale mit Werdegang, Fotos, historischen Exponaten und Tonaufnahmen von Überlebenden gezeigt. Daneben finden Führungen über das historische Werksgelände der ehemaligen Pulverfabrik Liebenau statt sowie mehrtägige Workshops und internationale Jugend-Begegnungswochen, für die im Obergeschoss der Gedenkstätte bis Juni 2025 Unterkunftsräume entstanden sind.